# Esclabor
Esclabor, un signore saraceno di Babilonia, fu padre dei cavalieri della Tavola rotonda Palamede il Saraceno, sir Safir e Segwaride.
Mentre visitava Roma, salvò la vita del suo imperatore e poi si recò a Logres, dove salvò la vita di re Pellinore. Alla fine si ritirò a vita privata a Camelot.